# NGC 2174
NGC 2174 (còn được gọi là Tinh vân Đầu khỉ) là một tinh vân phát xạ H II  nằm trong chòm sao Orion và được liên kết với cụm sao mở NGC 2175.  Nó được cho là nằm cách Trái đất khoảng 6.400 năm ánh sáng. Tinh vân có thể đã hình thành thông qua sự sụp đổ phân cấp.
Có một số tương đương trong việc sử dụng các định danh NGC 2174 và NGC 2175. Chúng có thể áp dụng cho toàn bộ tinh vân, cho nút sáng nhất của nó hoặc cho cụm sao mà nó bao gồm. Cẩm nang thiên thể của Burnham liệt kê toàn bộ tinh vân là 2174/2175 và không đề cập đến cụm sao. Dự án NGC (làm việc từ các ghi chú mô tả ban đầu) gán NGC 2174 cho nút thắt nổi bật tại J2000 06h 09m 23.7s, +20° 39′ 34″        NGC 2175 cho toàn bộ tinh vân, và bằng cách mở rộng của cụm sao. Simbad sử dụng NGC 2174 cho tinh vân và NGC 2175 cho cụm sao.

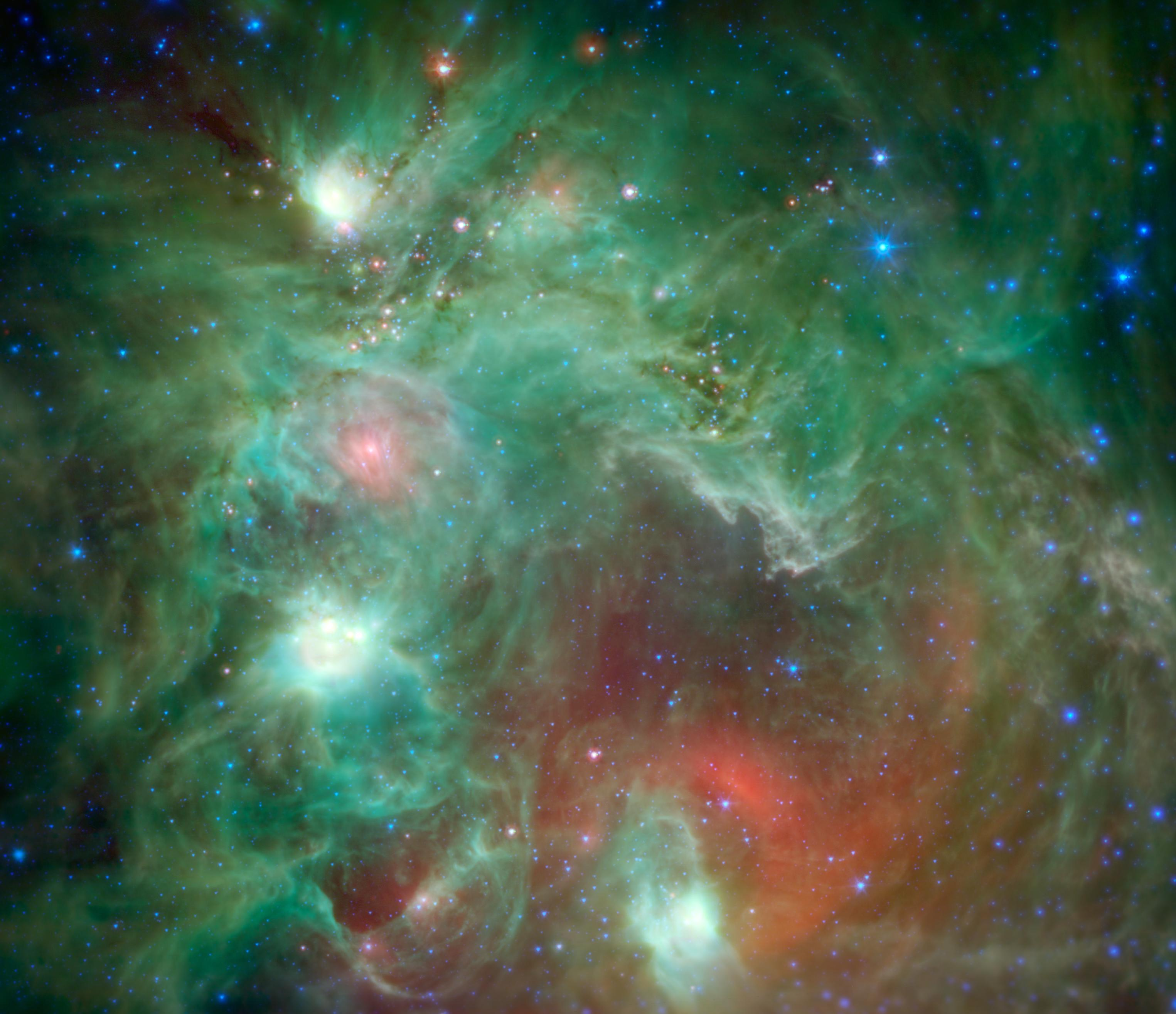
Hình ảnh hồng ngoại của NGC 2174 khi được xem bởi Kính viễn vọng Không gian Spitzer

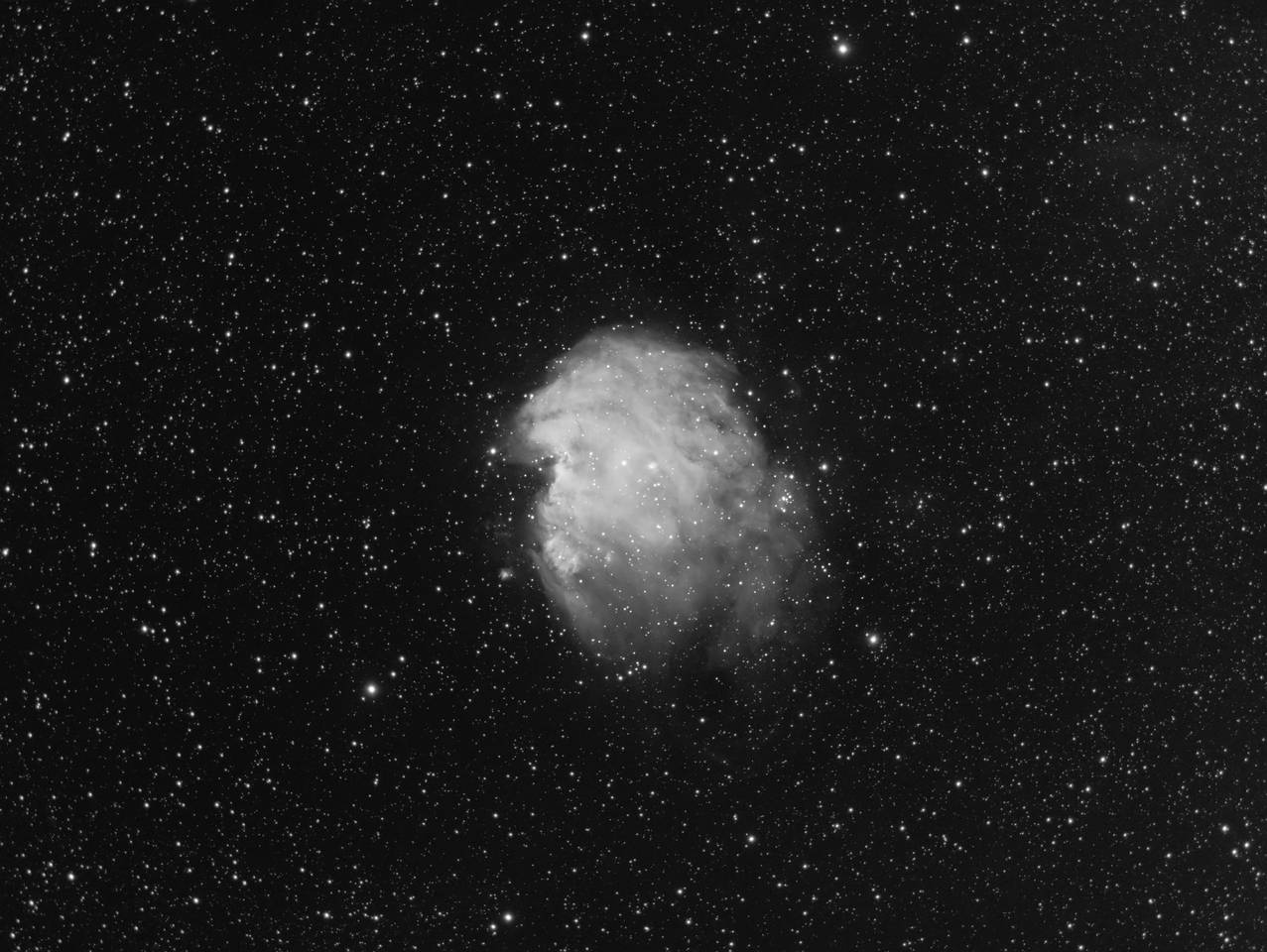
Tinh vân đầu khỉ trong tiêu cự hydro alpha 384mm

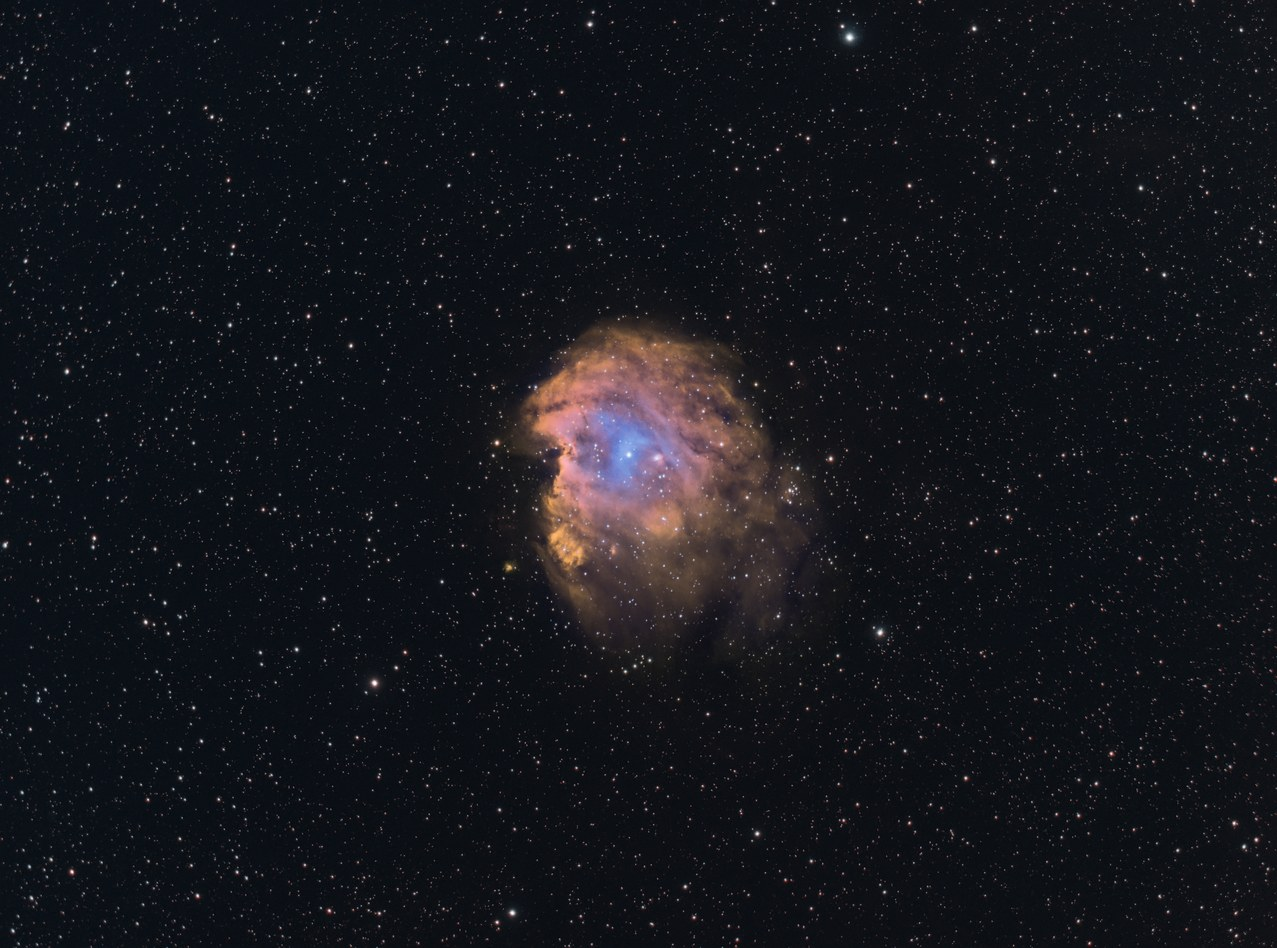
Tinh vân Đầu khỉ có hai màu với kính viễn vọng 384mm

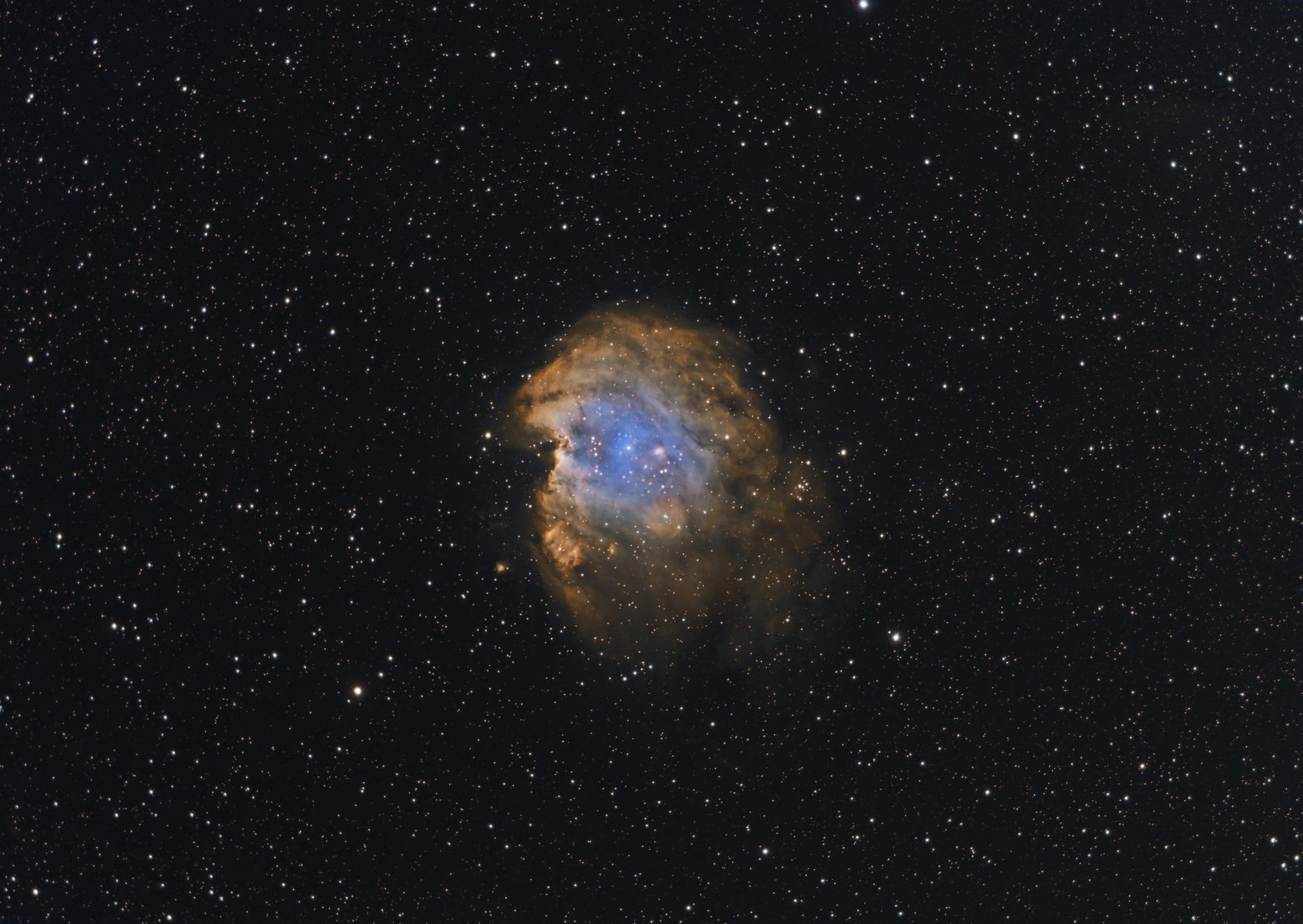
Tinh vân đầu khỉ trong lưu huỳnh thu hẹp-Hydrogen Alpha- Oxy với tín dụng kính viễn vọng 384mm: Stephan Hamel

## Hình ảnh kỷ niệm 24 năm của Hubble (2014)

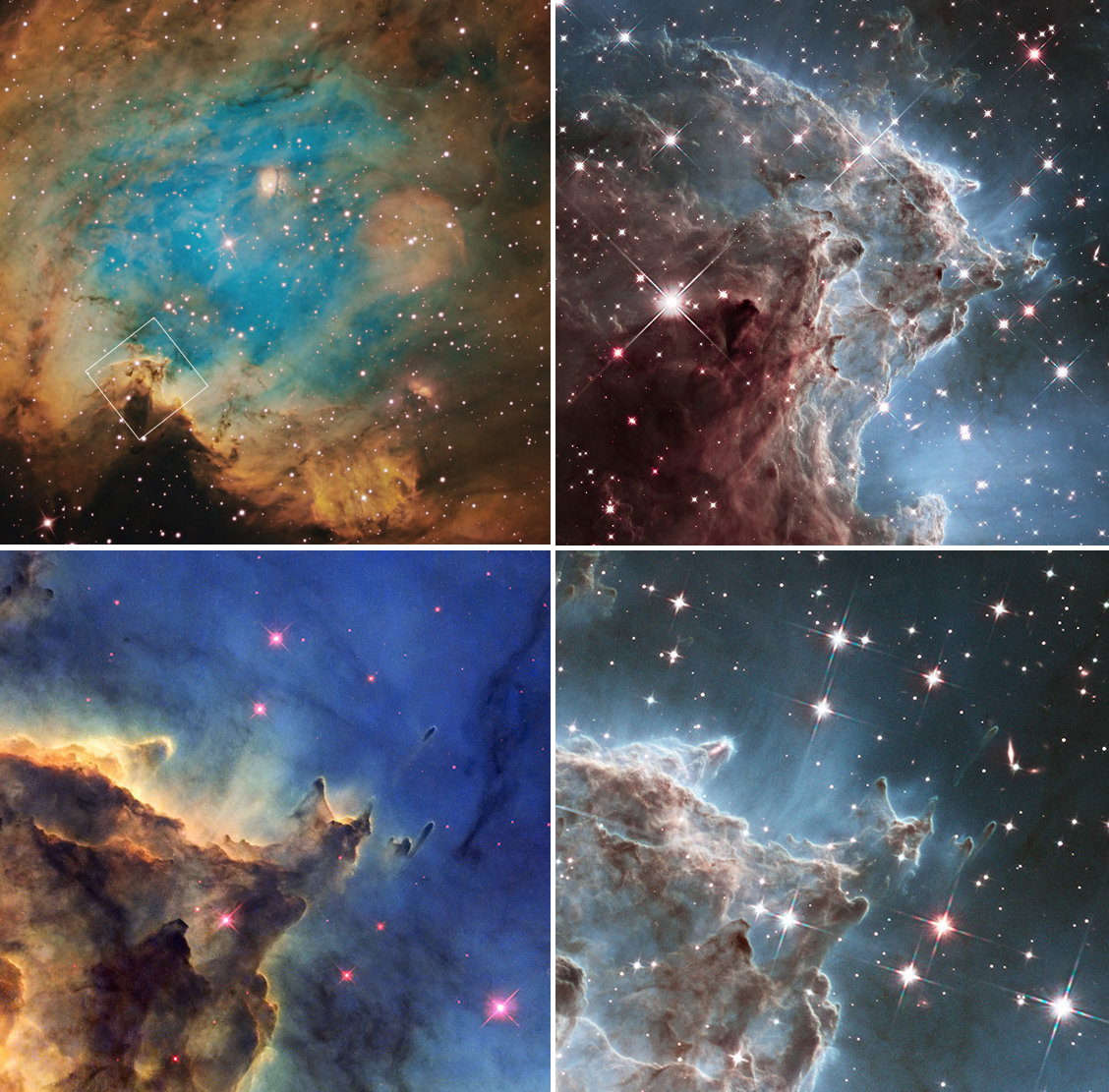
Hình ảnh kỷ niệm 24 năm - 2014 - Một bộ hình ảnh Hồng ngoại của Tinh vân Đầu khỉ bao gồm. NGC 2174 và Sharless Sh2-252